# Дифа
Дифа (фр. Diffa) је град у Нигеру близу границе са Нигеријом. Године 2004. град је имао 23.600 становника.